# 제임스 러브릿지
제임스 러브릿지(James Loveridge, 1994년 5월 16일 ~ )는 웨일스의 축구 선수이다. 현재 프리미어리그의 스완지 시티에서 공격수로 뛰고 있다.